# ヘイトスピーチ条例
ヘイトスピーチ条例（ヘイトスピーチじょうれい）は、ヘイトスピーチを規制する日本の地方自治体（地方公共団体）の条例。

## 概要
2016年6月3日に施行された本邦外出身者に対する不当な差別的言動の解消に向けた取組の推進に関する法律（ヘイトスピーチ対策法）は、第4条第2項でヘイトスピーチの抑止に努力すべきと自治体に命じている。それを受けて、いくつかの地方自治体ではヘイトスピーチに関する条例が制定されている（大阪市では同法制定前に制定されている）。本記事では理念のみを示した条例ではなく、ヘイトスピーチを行うものに対して一定の抑止力を持つと見られている条例について記載する。
尚、ヘイトスピーチ対策法第2条が規定する「本邦外出身者に対する不当な差別的言動」以外のものであれば，いかなる差別的言動であっても許されるとの理解は誤りであり、衆参両議院附帯決議で「本邦外出身者に対するものであるか否かを問わず、国籍、人種、民族等を理由として、差別意識を助長し又は誘発する目的で行われる排他的言動はあってはならない」と追記され、法務省ホームページでもこのことは注意喚起されている。

## 各地方自治体の条例

### 大阪市の「大阪市ヘイトスピーチへの対処に関する条例」
ヘイトスピーチを「特定の人種もしくは民族の個人や集団を社会から排除し、憎悪や差別意識をあおる目的で侮蔑や誹謗中傷するもの」等と定義し、大阪市に絡んでヘイトスピーチの被害を受けた市民からの申し立てで、市議会の同意を得て大学教授や弁護士らが委員となる「大阪市ヘイトスピーチ審査会」が発言内容等について審査を経たうえで大阪市がヘイトスピーチと認定し、発言内容の概要や団体・氏名を市のホームページ等で公表する。
ヘイトスピーチを行ったと市に認定されたインターネット動画について投稿者の実名を公表しようとしたが、動画サイトを運営する会社から投稿者を特定する仲介を断られたため断念している。
2019年12月27日では2件のインターネットのまとめサイト管理人および動画サイトの動画の2件について、申出人から情報提供があったり、発言者音声内で自分の氏名を繰り返していたことから特定でき、ヘイトスピーチを行った2名の実名を公表した。
2016年1月15日に可決成立し、同年7月1日から全面施行された。

#### 「大阪市ヘイトスピーチ条例事件」
条例に反対する大阪市民が、本条例が表現の自由を保障する憲法第21条1項等に違反しており、本条例の関連経費約115万円を支出が違法であるとして、大阪市長に損害賠償を求める住民訴訟を起こした。
2022年2月15日、本事件の上告審判決において、最高裁判所第三小法廷（裁判長：戸倉三郎）は「表現の自由の制限は、合理的で必要やむを得ない限度にとどまる」として本条例は合憲であるとし、原告の請求を棄却した。

### 香川県観音寺市の「観音寺公園条例」
公園での禁止行為について「人種、国籍その他の出自を理由とする不当な差別的取り扱いを誘発し、または助長する恐れのある行為」を規定し、違反した場合は5万円以下の過料を科すことを規定している。
2017年6月末に改正案が成立した。

### 川崎市の川崎市差別のない人権尊重のまちづくり条例
川崎市における公共の場所について「本邦外出身者に対する不当な差別的言動」があった場合は1回目で勧告、2回目で命令、3回目で公表・刑事告発と進み、それぞれの段階で有識者の人権尊重のまちづくり推進協議会に意見を聴く。勧告や命令は6か月経過したら回数はゼロとなる。刑事告発となった時の刑事罰規定は50万円以下の罰金が規定されている。
日本人に対しての差別的発言や攻撃については犯罪とされない。
条文にはないが、2020年3月16日に公表した川崎市の条例解釈指針では日常生活における言い争いや、会員のみの会合、単なる批判・悪口、歴史認識の表明、政治的な主張などについては、基本的に対象としない旨としている。
ネットでの言動は刑事罰規定ではないが、条文では「市は拡散防止措置を取る」と規定している。
2019年12月12日に可決され、2020年7月1日に全面施行された。